# ユーリ・アンドロポフ
ユーリ・ウラジーミロヴィチ・アンドロポフ（ロシア語: Ю́рий Влади́мирович Андро́пов, ラテン文字転写: Yurii Vladimirovich Andropov; 1914年6月15日 - 1984年2月9日）は、ソビエト連邦の政治家、軍人。ブレジネフの死後はソ連共産党中央委書記長、最高会議幹部会議長として同国の最高指導者の地位にあった。党中央委第二書記、国家保安委員会（KGB）議長、駐ハンガリー人民共和国ソ連大使を歴任。軍の階級は上級大将。
長らく秘密警察のトップたるKGB議長を務めた。書記長に就任後はブレジネフ時代に蓄積された停滞と腐敗の一掃・労働規律の強化に乗り出したものの、就任後に病に倒れ十分な成果を収められなかった。しかしアンドロポフの構想の一部は、自らが目を掛けて引き立ててきた同郷の後輩でもあるミハイル・ゴルバチョフに引き継がれた。

## 来歴

### 生い立ち
アンドロポフは、1914年6月15日、スタヴロポリ州に、ナグツカヤの鉄道職員を父として生まれる。16歳でコーカサスのオセット自治共和国のモズドク市で労働者として働き始め、コムソモールに参加。その後、ヴォルガ川運輸局船員、電信技術者、映写技術者も務める。1932年又は1933年以降、ヤロスラフ地区のルイビンスク水上輸送技術専門学校に所属、1936年に卒業後、アンドロポフはルイビンスクのボロダルスキー造船所内のコムソモール専従書記になる。アンドロポフの公表されている学歴は、高等教育修了とされ、学業は振るわなかった。大学卒業相当の学歴になるが、16歳で働きに出ているところを見ると、学業の修了は、7～8年かかり、大学相当の教育機関への入学資格はなかったとみられる。しかし、KGBに就職後、大学相当の教育課程を修了していた可能性がある。
アンドロポフは、この時点では共産党員ではなかったものの、1938年までにヤロスラヴリ州の党委員会のコムソモール第一書記に昇進。1939年、ソ連共産党に入党。1940年には、カレロ＝フィン・ソビエト社会主義共和国の第一書記になる。公式記録では、1940年から1944年までカレリア地区書記となっている。第一書記になるには、党規則により、5年以上の党員歴が必要であり、異例とも言える出世スピードであったが、これには、スターリンによる粛清により、役職に空白ができていたためである。冬戦争の結果、フィンランドは一部の領土をソ連に割譲した。ヴィボルグのソ連化がアンドロポフの任務であった。ただ、このソ連化に関しては、フィンランド人がほとんど逃げていたため困難な任務というわけではなかった。
独ソ戦開戦後、アンドロポフは、カレリアでパルチザンとして活動する。アンドロポフは、ドイツとフィンランドが占領していないペトロザヴォーツクの北方にいたと見られる。アンドロポフはパルチザン作戦の組織の策定に携わっており、実戦に参加していないと見られる。ソ連軍がペトロザヴォーツク市を奪還した1944年には、同市の党第二書記に就任する。
第二次世界大戦後、1947年にカレロ＝フィン・ソビエト社会主義共和国の第二書記になり、ソ連化を推し進め、フィンランド共産党の創設者の一人で当時第一書記であったオットー・クーシネンにヴィボルグのソ連化の功績が認められ、1951年、党中央委員会に転属する。1951年から1953年まで、ペトロザヴォーツク大学に学ぶが、中退。共産党中央委員付属高級党学校にも所属したが、こちらについては文献によっては卒業と記載されていたり、卒業していないとする文献がある。

### 外交官として

#### 駐ハンガリー大使
1953年、外交方面に進み、外務省第四欧州部長（チェコ・ポーランド担当）を経て、1953年駐ハンガリー参事官、1954年同国大使に昇進する。一見、順調なキャリアに見えるが、他国の大使館勤務になるということは、モスクワの中枢部にて勤務できないことになり、うまく昇進したとしても外務次官止まりか、西側の大使で一生を終えることを意味していた。アンドロポフがハンガリーに赴任することになったのは、当時ニキータ・フルシチョフがスターリン時代の党員の配置転換を行なっており、それに巻き添えを受けたためであった。また、1953年には、ベルリン暴動を現場で目撃している。
大使館時代は、パーティーなどでハンガリーの歌を歌うなどしており、1957年にモスクワに帰任以降も個人的にハンガリーを旅行することがあった。ハンガリー赴任時には結婚していたようである。

### ハンガリー動乱
当時ハンガリーでは、ラーコシ・マーチャーシュが首相を務めていた。しかし、フルシチョフはラーコシを首相から解任し、ナジ・イムレを首相にしたいと考えていた。この時、フルシチョフはアンドロポフを通じて、ラーコシの辞任を迫っていた。ラーコシは、ソ連の圧力に耐えかねて首相を辞任する。そして、1956年10月23日、ハンガリー民衆はソ連との関係を見直すデモ活動を行い、ナジを担ぎ出し、一方のフルシチョフも、厄介者であったラーコシを排除することと、ナジをソ連の傀儡になりうる人物と見なし、アンドロポフを通じて、ナジが首相になるよう迫る。だが、ナジは、むざむざソ連の傀儡になるのを望まず、暴徒と化した市民の前で演説を行なう。この時、市民が集まった広場で銃撃事件が発生し、これがハンガリー動乱の引き金となる。翌日10月24日午前8時13分、ナジの首相任命がラジオで報道され、ナジは戒厳令を発令し、更には同日、ソ連に軍の派遣を要求した。10月25日、午後2時ソ連軍の戦車がブダペストに到着し、戦闘状態に陥る。なお、このソ連軍の戦車には、アナスタス・ミコヤンとミハイル・スースロフがおり、彼らはナジと会談し、ナジの政治改革に好印象を持つ。10月26日、ナジはソ連軍の即時撤退の要求とハンガリー市民の戦闘停止を命じた。10月28日、ミコヤンはブダペストにいるアンドロポフと打合わせし、ソ連軍が撤退することを確認した。しかし、10月30日、フルシチョフは密かに軍の再出動を決定するも、一方でミコヤンとスースロフは社会主義諸国間の平等と内政不干渉を約束するソ連の声明を携えブダペストに向かった。これを受けて、10月31日ナジはラジオ放送で、ソ連軍が撤退し始めたことを報告する。
しかし、11月1日午後に、ソ連軍の増援部隊がブダペストに向かっていることがわかり、同日又は11月2日、ナジはアンドロポフにソ連軍の即時撤兵を要求し、それが受け入れられなければワルシャワ条約機構からの脱退とハンガリーの中立国化を宣言すると通告した。
この10月30日から11月1日のソ連軍の動きについては、アンドロポフによる働きによるところがあり、彼は絶えずブダペストの情勢について、モスクワと連絡を取り合っていた。当時のブダペストの実際の状況は不明であるが、ブダペストには、群衆の凶悪行為であったり、大量リンチが横行しているといった電報をモスクワに送り続けていた。これにより、ブダペストへのソ連軍派兵が決定した。
11月1日から11月2日にかけて、ナジはアンドロポフに対して、ソ連軍の撤退を執拗に要求したが、アンドロポフの回答は、ソ連軍は数個師団が交替しているため増派しているように見えるだけである、などと言った回答や、ブダペストは混乱の最中にあり、ソ連軍が包囲している空港には病人や戦傷者がいるため彼らの保護が必要である、と言ったいい加減な回答を行い、時間稼ぎを行なった。だが、一方でアンドロポフはナジを懐柔するため、10月30日の、社会主義国間の平等保障とソ連の内政不干渉を約した声明は有効であることを確約していた。ただ、アンドロポフの本心としては、ナジはソ連にとっては裏切り者であり、摘発することを考えていた。
アンドロポフはソ連軍撤退合意に向けた会談を提案し、同会談は11月3日に開催された。会談は、ハンガリー側にとっては意外なことに、順調に進み、ソ連軍の撤退日について合意を残すのみとなった。しかし、同日の夜、KGB工作員が乱入し、ハンガリーの代表団を逮捕してしまう。ソ連側の代表団は、KGBのこの行為について抗議を行なうも、聞き入れられなかった。カーダール・ヤーノシュは、この逮捕事件を聞き、アンドロポフの勧告に従い、ナジを見限り、新政権を率いることを決断する。
こうして、ハンガリー動乱は下火になり、11月4日早朝にソ連軍の戦車1000両が、ブダペストに侵入し、11月6日にブダペストは陥落した。3万5000人が逮捕され、2万人が死亡し、4万人がシベリアに追放され、3000人が死刑、15万人が亡命した。
ナジは情勢が悪化したのを鑑みて11月3日に、ユーゴスラビア大使館に避難していたが、アンドロポフはカーダール・ヤーノシュに身の安全を保障することを約束した書面を持たせ、ナジに渡させた。それを真に受けた、ナジはユーゴ大使館から自宅へ向かう道中、KGBによって逮捕され、まずルーマニアに送還され、18か月後の1958年6月15日、反逆罪の廉によりモスクワで処刑された。

### KGB議長に就任するまで
アンドロポフはハンガリーでの功績によって、モスクワに帰任する。1957年夏、中央委員会国際局の局長に就任し、ユーゴスラビア、ブルガリア、ポーランド、アルバニアなどの東欧諸国や、モンゴル、中国、北朝鮮、北ベトナムを監視し、これらの国を歴訪した。この歴訪に関しては、フルシチョフと同行することもあったり、フルシチョフ失脚後は、ブレジネフやコスイギンと同行することもあった。後年、アンドロポフが書記長に就任した際は、歴代の書記長と比較して、外国への訪問経験が豊かな書記長と言われた。ただし、アンドロポフが歴訪した国は、東側の国ばかりで西側諸国を歴訪することはなかった。また、国際局の局長に就任したことから、政治局の会議に参加するようになる。
1961年の第22回党大会では、中央委員会の委員に選出され、1962年には中央委員会書記局の書記に任命される。なお、通常であれば、中央委員会の委員候補に選出されてから委員に選出されるのが通例であるが、ハンガリー動乱の功績によるものか、中央委員会国際局の功績によるものとされる。1963年1月13日から1月20日にかけて、ソ連最高会議代表団長として北ベトナムを訪問する。1963年5月15日に、スースロフ党中央委員会幹部会員兼書記を団長として、アンドロポフも党中央委員会書記として、中国を訪問し、中ソ論争に加わった。

## KGB議長時代

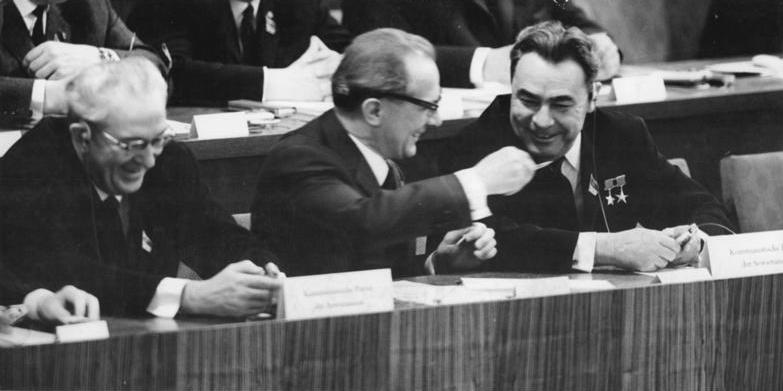
レオニード・ブレジネフ（右）と共に東ドイツ・SED第7回党大会の来賓として参加したアンドロポフ（左）。中央はエーリッヒ・ホーネッカー（1967年）

### KGB議長に就任
1967年5月19日、アンドロポフはKGB議長に就任する。そして1か月後のソ連共産党の機関紙プラウダで、アンドロポフが政治局局員候補に選出されたことが報道される。ラヴレンチー・ベリヤ以来となる、秘密警察機関の長官にあたる人物が政治局員候補入りした。アンドロポフはKGB議長となり、軍人になり、階級は1976年9月時点では上級大将となった。ただし、KGB議長時代は書記長になることを見据え、一度も軍服を着用しなかった。就任後、218人の外国人をKGBにスカウトし、その内64人は対アメリカへの諜報活動が可能な状態にまで訓練し、資本主義諸国からの暗号入手と9,000件以上の技術情報を党中央委員会に提出するなど、対外諜報で成果を上げた。

### ブレジネフ暗殺未遂事件
1969年1月、ブレジネフの暗殺未遂事件が発生する。暗殺犯のイリインは、KGBによって逮捕され、アンドロポフはイリインを非公開裁判にかけて、精神病と断定し、特別精神病院送りにした。ブレジネフ暗殺未遂事件後、アンドロポフはブレジネフが居住するアパートの一つ上の階に居住するようになる。

### 反ユダヤ主義
1969年、アンドロポフはKGBに反体制派を取り締まるために第五管理本部を創設する。第五管理本部傘下には、ユダヤ人局が創設され（1971年）、ユダヤ人も取り締まり対象となった。1970年夏、レニングラード州の空港で、KGB工作員が12人のユダヤ人をハイジャック未遂罪として逮捕したり、1972年終わりごろ、ユダヤ人に対しての監視活動を強化するよう命令を出す。1976年11月15日、『いわゆるソ連邦でヘルシンキ合意を実現する協力グループの敵対行動について』という題のメモには、反体制派のメンバーの民族的出自（=ユダヤ人）を記載するなどして、反ユダヤ主義として報告を行ない、当該グループの信用失墜や、敵対行動阻止のために海外のソ連大使館に指示を行なっていた。1977年には、反体制派のユダヤ人の逮捕や、反ユダヤ主義の出版物を許可するなど大学からユダヤ人を一掃するなど、徹底した反ユダヤ主義者であった。アンドロポフが反ユダヤ主義になったのは、ユダヤ人はソ連では御法度とされているアメリカへの出国を試みたり、（ユダヤ人は）経済的地位がロシア人より高いなどと言ったことが理由として考えられている。

### 汚職との戦い
当時、ソ連の権力組織は、汚職や賄賂が当たり前になっていた。アンドロポフは、これら汚職の撲滅を徹底するため、1969年、アゼルバイジャン共和国の国家保安委員のヘイダル・アリエフをアゼルバイジャン共産党中央委員会第一書記に任命する。この任命はブレジネフの権力を無視したものであった。大抜擢されたアリエフは、アゼルバイジャン共和国の汚職を役職にかかわらず摘発し、解雇ないし強制引退をするなど綱紀粛正を行なった。
そして、1970年には、KGBは汚職を摘発し、レニングラード州の第一書記を解任においやった。1972年には、グルジアの第一書記ヴァシリ・ムジャワナーゼ（英語: Vasil Mzhavanadze）の夫人の悪行を掴み、ブレジネフに解任を迫り、同年8月解任に成功する。
アンドロポフの汚職摘発は徹底しており、それはブレジネフの側近や血縁者とて例外ではなかった。一例として、ブレジネフの旧友であるクラスノダール地区党書記のセルゲイ・メドノフを、1972年報道機関を使って、メドノフの汚職を報道させたが、この時はうまくいかなかった。しかし、メドノフが管轄するクラスノダールは保養地であるソチがあり、ここではホテルの部屋の予約ですら賄賂が必要という有様で、アンドロポフはあきらめずにゴルバチョフにメドノフの素行を資料として収集させた。こうして、メドノフの不正を訴える投書が各紙に行われ、党内において処分が科せられた。ただ、メドノフはブレジネフの強力な保護下にあったため、ブレジネフ存命中は処分は科せられず、解任されたのはブレジネフ死去後の1983年6月である。ブレジネフの血縁者もスースロフ死去後に、逮捕ないし左遷を行なった。
2013年に機密解除された文書には、KGB議長たるアンドロポフがジョン・レノンの死（1980年12月）を追悼する無許可の集会の開催を防ぐよう指示した旨が記されている。

### 出世と栄典
アンドロポフは、KGB議長就任後次々と成果を挙げていった。そして、1973年4月の党中央委員会総会において、アンドロポフを政治局に加え、晴れて政治局員になる。アンドロポフは秘密警察機関としてはベリヤ以来の政治局員となった。1974年6月24日には、ソ連共産党と国家の内外の政策に対しての貢献により、レーニン勲章と社会主義労働英雄が授与された。一見順調に思えたキャリアであったが、これ以上の出世は望めないであろうと考えられていた。その理由としては、従来の政治局員からするとアンドロポフはKGBからの新参者であり、KGBが政治局員に入って、高級指導者になった例が極めて稀であったこと、政治局内でもアンドロポフが個人的に親しい人物がほとんどおらず、派閥に所属していなかったことがあげられる。

### 政治局入り後のKGBとしての活動
1973年12月5日憲法記念日に、人権擁護運動を行っていた15人ほどのグループが、モスクワで沈黙の抗議活動を行なう。アンドロポフは、このグループの14人の市民権をはく奪し、国外追放を行なった。1974年には、ノーベル文学賞の授与経験のあるアレクサンドル・ソルジェニーツィンを国外追放に処した。アンドロポフが行っていた汚職摘発は、1970年代中期には、ソ連共産党の官僚たちに向けられていくようになる。
1975年7月、アンドロポフはロシア皇帝だったニコライ2世とその家族が1918年7月に殺害されるまで幽閉されていた家が聖地化していた現状を危惧し、ブレジネフに同家の撤去を進言。政治局の承認により、1977年9月にスヴェルドロフスク州党第一書記のボリス・エリツィンの指揮の下で取り壊された。
1977年1月には、アメリカ合衆国ではジミー・カーターが大統領となり、人権外交を掲げる一方、アンドロポフはお構いなしにソ連に対しての反体制派活動を行う人物を次々に国外追放に処した。同年には、モスクワの地下鉄でテロが発生し、アンドロポフは根拠もなく、反体制派の犯行であると断定し、アメリカ人3人を起訴した。
1977年頃にもなると、ブレジネフの健康状態は悪化しはじめ、アンドロポフはブレジネフに代わり治安維持の面で権力を持ち始める。アンドロポフは反ブレジネフの動きがあるとでっち上げ、最高会議幹部会議長ニコライ・ポドゴルヌイを罠にはめる。国家元首であるポドゴルヌイがアフリカ諸国を歴訪している間に、ソ連国内はアンドロポフが実権を握り、ポドゴルヌイがソ連帰国後に最高会議幹部会議長の地位をはく奪した。1970年代末には、アンドロポフはモスクワを舞台として、汚職追放を積極的に行ない、政敵を次々に排除していった。1979年8月31日には十月革命勲章を授与される。
1979年12月26日には、アンドロポフは核物理学者アンドレイ・サハロフの悪行を政治局に告発する。アンドロポフによると、サハロフは1972年から1979年の間にモスクワ駐在の資本主義諸国の大使館を80回訪問し、外国人と600回以上も会い、記者会見も150回以上を行なったこと、そして、サハロフの資料に基づいて、西側の放送局は約1200回以上にわたって反ソ連放送を行なったとのことだった。これを受けて、政治局は1980年1月3日、サハロフを裁判にかけ、すべての称号をはく奪し、外国人の訪問を禁止しているゴーリキー市に移住させることを決定した。
1980年、ソ連の衛星国であるポーランドでレフ・ワレサ率いる、「連帯」が力を持ち始め、ソ連に対して共産主義体制の反対運動が起きる。
グダニスクでストライキが発生し、アンドロポフはポーランドに関するニュースをソ連国内に流入しないように遮断する。ソ連国内では、VOAをはじめとする外国語放送も聴けないよう措置を取った。アンドロポフは直ちに、ポーランドに対して、軍事行動を取るべきだと主張する。こうして、1980年12月には、ポーランド国境にソ連軍五個師団が配置され、臨戦態勢が敷かれた。しかし、ポーランド軍はソ連に対して潤沢に兵力を充てることができ、ソ連と同等の戦力を保有しており、ヴォイチェフ・ヤルゼルスキが、ソ連軍が国境を侵略した場合は、即座に戦闘命令を行なう用意があるという警告が功を奏し、軍事衝突は回避された。
こうして、アンドロポフの権勢は一時衰え、1981年3月の第26回党大会では、自身の腹心ともいえる、ヘイダル・アリエフを政治局員に加入させることに失敗した。
しかし、KGB議長としての活動実績は目覚ましく、1981年3月時点では、先進資本主義諸国の経済、科学技術の重要な問題の資料やサンプルの入手に成功し、軍需産業では、1万4000件の資料と2000タイプのサンプルの入手に成功した。

### その他のKGBの実績や実情について
アンドロポフは、KGB議長として汚職や腐敗、反体制派に対して厳しく当たった。KGB議長就任直後より、文化活動に厳しい統制を課し、体制批判の火消しを行なっていた。言論の自由も厳しく統制し、ソ連経済に対しての批判論文を「プラウダ」に投稿した者や、平和運動の組織者、女性の地位向上を訴えた出版を行なった者を投獄ないし精神病院に収容するなどした。政治犯も裁判開始前の禁錮期間を長くし、時には無期限にしたり、囚人の親類縁者の逮捕や同一人物の重複逮捕を行うなど、犯罪に対して厳しい姿勢で挑んだ。
宗教組織や地下出版に打撃を与え、6箇所の印刷所と19ヶ所の出版所を摘発した。そして1万5557人のソ連市民を『矯正』した。矯正には、精神病院送りがあったのだが、1964年時点（アンドロポフがKGB議長に就任する前）では、精神病院は2つしかなかったのに対して、アンドロポフがKGB議長末期頃になると、このような精神病院は30以上を数えた。反体制派の活動家を収容しただけでなく、軽微の政府批判を行なった市民も精神病院に収容するようにした。アンドロポフは、表面上はデタントを歓迎していたが、実際には、テロリストの育成を行ない、彼らが中米でテロ活動を行なうことで、アメリカが混乱に陥ることを意図していたり、デタントが推奨されるとKGBの実権が弱まることを危惧していた。アンドロポフは、私生活については慎ましい生活をおくっており、かたやそれ以外の政府高官は西側の政府要人と酒の飲み比べを行なうなど、アンドロポフにとってデタントは受け入れがたいものであった。アンドロポフは、KGBの力を使い、自殺に見せかけた暗殺を行なったり、犯罪摘発のために手段を選ばず、反体制派の活動拠点に麻薬や武器を運び込んで、犯罪として摘発するなどの不正も行なっていた。
アンドロポフは一律に表現活動を禁止したわけではなく、KGBの工作員が活躍する小説やテレビドラマについては許容し、KGBのイメージ作りに一役買った。そして、KGBは、モスクワ大学やレニングラード大学といったエリートを採用するようになり、また語学に堪能な学生や、外交官、ジャーナリスト、医師など各方面のプロフェッショナルを雇い入れた。

### アフガニスタン侵攻での役割
当初アンドロポフは、アフガン情勢に介入するのは反対の姿勢であった。しかし、アフガニスタンの情勢の安定化を図るためには、アフガン情勢への介入が必要であること、また、ハフィーズッラー・アミーンがアメリカの大学で教育を受けていたことから、CIAのエージェントであると断定し、アフガニスタンへの介入を支持する。1979年秋には、アンドロポフはアミーン殺害を承認し、暗殺計画を立案する。暗殺計画は料理人に変装したKGB将校がアミーンの料理人として潜入し、飲食物に毒薬を仕込むというものだった。しかし、警戒心の強いアミーンは引っかからず、アンドロポフは別の方法で暗殺を行うよう指示する。そして、1979年12月9日、軍所属がわからないように制服を偽装した500人の特殊部隊を派遣することを決定した。1979年12月27日、ソ連の特殊部隊が、アミーンが所在する大統領宮殿を襲撃し、アミーンの殺害に成功する。
アミーン殺害成功後、1980年1月にアンドロポフはアフガニスタンの首都、カーブルを訪問し、アフガニスタンの状況を確認し、2月7日モスクワに帰任し、ブレジネフにアフガニスタンの状況改善が完了したことを報告する。アフガニスタン侵攻後、カーター大統領はアメリカのソ連に対する穀物輸出の一部禁輸を打ち出した。しかし、アメリカからの経済制裁があることを予期していたアンドロポフは、事前にカナダ、アルゼンチン、ブラジルから穀物を買い付けるよう指示していた。
アンドロポフは1982年夏、東欧諸国を歴訪し、ソ連経済が危機的状況にあり、内政を整備するために、内政に専念したいと考えており、他の問題にはかかわることができないため、平和に努めてほしいと伝えた。訪問した東欧諸国首脳は、アフガン情勢をどうするつもりかを確認すると、アンドロポフは、アフガン情勢については平和的解決を望んでおり、譲歩が可能であるが、名誉の譲歩が必要であると考えており、アフガンがソ連の管轄下にあるのであれば、撤退は可能である。しかし、西側が大きな譲歩をしなくてはならないとした。この頃のアンドロポフは党中央委員会には、政敵が数多くおり、独断で判断ができるほどの地盤はないため、西側がアフガン情勢に対応をすべきであると回答した。

### ブレジネフ死去
1982年4月22日、アンドロポフはレーニン生誕記念集会にて演説を行ない、西側のマスコミを驚かせた。レーニン生誕記念集会の演説は、アンドロポフはこれで3回目であったが、一方ブレジネフですら、演説は2回しか行なったことがなかった。最もこの頃ブレジネフは入院していた。1982年5月にはKGB議長の座を降りて、党中央委員会総会で2度目の書記局入局を果たす。これについては、アンドロポフがブレジネフの余命がいくばくも無いことを察知して、書記の地位を要求したと見られている。ブレジネフは、1982年11月10日に死去する。時期が前後するが、1983年1月ロシア作家同盟機関誌『ノーヴィ・ミール』にブレジネフの回想録が掲載され、そこには、アンドロポフを党員としての謙虚さや人間性、実務能力を評価していたが、一方のコンスタンティン・チェルネンコについては、意志強固であるが、人との折衝能力も極めて優れているとアンドロポフと比較して最大限の賛辞を送っている。そして、ブレジネフとチェルネンコは1950年から仕事上の付き合いがあり、1960年にブレジネフがソ連最高会議幹部会議長に就任すると、チェルネンコを事務局長に起用するなど、チェルネンコを重用していた。これらにより、ブレジネフ死去後の書記長は、チェルネンコが有力視されていた。しかし、チェルネンコは様々な理由や要因によって、書記長になれず、アンドロポフが書記長に就任した。これについては以下の理由や要因が指摘されている。
1. チェルネンコは党内では影響力が大きかったものの、軍部からの支持が弱かった（一方アンドロポフは軍部からの支持が厚かった）[123]。
2. チェルネンコは古参のソ連共産党員ではあったが、政治局入りしたのは、アンドロポフよりも遅く1976年のことだった[124]。一方のアンドロポフは、1962年から1967年まで書記を務め、1973年に政治局入りを果たしている[124]。また、同様の意見として、ブレジネフの秘書のようなポジションであったこと、これらにより、政治局内での支持基盤が弱かったのではないかという見方がある[124][125]。
3. チェルネンコ自身がアンドロポフの支持に回ったこと[126]。これは、チェルネンコが保身を図ったためという見方ができる[126]。
4. アンドロポフは健康状態が優れず、チェルネンコがそれを知りつつ、書記長在任期間が短いことを察知して、いったん権力闘争から降りたのではないかという見方[127]。
5. 政治局内で力の強かった国防相ドミトリー・ウスチノフがアンドロポフを支持したために、チェルネンコが受け入れざるを得なかった可能性[128][129][130]。

こうして、1982年11月12日、アンドロポフはソ連共産党中央委員会特別総会で書記長に選出された。

## 書記長時代

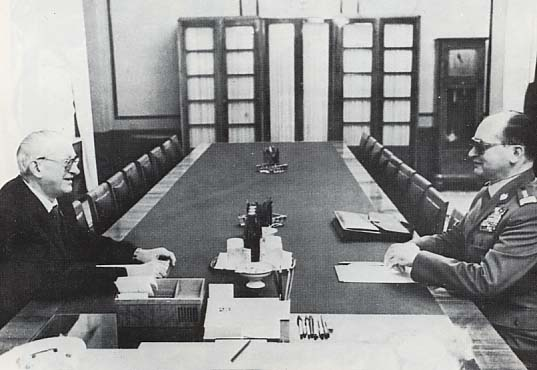
ポーランドのヤルゼルスキ首相と会談するアンドロポフ（1982年）

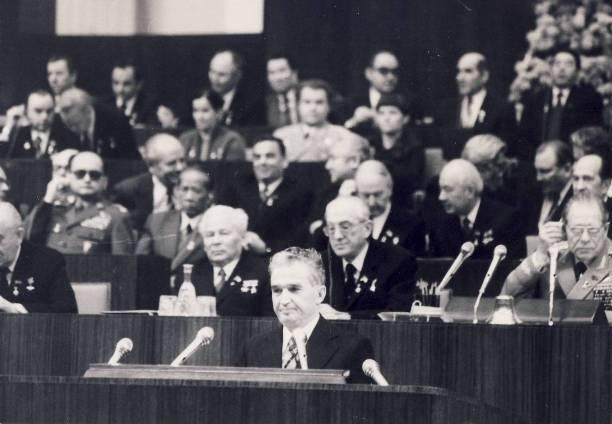
ソ連邦成立60周年記念集会でチャウシェスクの演説を聴くアンドロポフ（1982年）

### 人事政策
書記長に就任したアンドロポフであったが、1981年の第26回党大会で選出された中央委員は319人中、党の専従者=ブレジネフ派（つまりチェルネンコ派）は137人いるに対して、アンドロポフ派である軍人、外交官、KGB幹部らはわずか37人であり、アンドロポフの基盤は弱かったため、ブレジネフ派（チェルネンコ派）の勢力一掃にかかっていた。
また、西側はアンドロポフ派、チェルネンコ派（ブレジネフ派を継承）、中立の3派にわかれ、熾烈な権力闘争が繰り広げられるとみていた。
1982年11月22日、健康上の理由で辞表を提出したキリレンコ政治局員を解任し、アゼルバイジャン共産党第一書記のヘイダル・アリエフを政治局員へ昇格させ、同月23日から24日のソ連邦最高会議で、ソ連邦大臣会議の議長第一代理（第一副首相、議長が首相）に抜擢する。アンドロポフは、石油を戦略資源として重要視していたことから、アゼルバイジャン出身のアリエフを抜擢したとみられる。また、アリエフは後にアンドロポフによって、ソ連経済、交通、輸送の立て直しの責任者に任命された。しかし、一方でブレジネフ派の筆頭であるチェルネンコを引き続き、要職に任命した。これについては、チェルネンコには支持者が多くいたためと、重責を課していずれは厄介払いする腹積もりであった可能性がある。
1982年12月17日、ブレジネフ派であったニコライ・シチョーロコフ内相を解任し、後任にKGB議長のヴィタリー・フェドルチュクを抜擢する。
1983年3月、セルゲイ・アフロメーエフソ連軍参謀総長第一代理、セミョーン・クルコトキン国防次官、ヴァシーリー・ペトローフ国防次官をソ連邦元帥に任命する。
1983年11月26日の党中央委員会総会で政治局人事にメスをいれ、アンドロポフの意に沿う人物として、ミハイル・ソロメンツェフ党統制委員議長と、ヴィタリー・ウォロトニコフロシア共和国首相を政治局員候補から政治局員に選出。ヴィクトル・チェブリコフKGB議長を中央委員から政治局員候補に昇格させる。エゴール・リガチョフ中央委員組織・党活動部長を書記に抜擢する。こうして、翌々日になると政治局の顔触れは変わり、政治局員13人中4人がアンドロポフが登用した人物で占められ、権力基盤が固まる。
アンドロポフは1984年2月までの在職期間中に34人の地方党第一書記、23人の党中央委員会部長級の幹部7人、約100人の閣僚中21人と次官約60人を更迭し、ブレジネフ色を薄れさせた。
一方、権力基盤とは別に、アンドロポフはKGB時代と同様に汚職の撲滅に勤しんだ。KGB議長時代には一切問題視していなかったどころか、国家に対して忠誠心があると評価した平和主義者の団体も摘発していった。

### 対外政策
ソ連は、アンドロポフが書記長就任前のKGB議長時代の、1969年、中ソ国境紛争が勃発し、中国との関係は冷え込んでいた。
アンドロポフはソ連の軍事力で平和を実現することができると考えていたが、一方で、軍事費の増大が、国民に多額の負担を強いていると考えていた。彼は中ソ関係を改善することで、中ソの国境に配備している兵力を削減でき、それによって浮いた予算を軍事費の経済部門へと転用できる。また、和解の姿勢を打ち出すことで西側諸国を動揺させることができるのではないかと考えた。
そのため、アンドロポフは中国との関係改善に乗り出すも、中国は3つの条件を提出する。その条件はベトナムをカンボジアの国境紛争から手を引かせること、モンゴルからのソ連軍引き上げ、アフガニスタンからの撤退というもので、ソ連側にとっては飲めるものではなかった。
アメリカは1981年にロナルド・レーガンが大統領に就任する。1982年11月21日、キャスパー・ワインバーガー国防長官がNATOの会議に出席し、ソ連が核ミサイルの撤去に応じない場合は、アメリカは巡航ミサイルとパーシング IIを572基を1983年秋にヨーロッパに配備することを通達する。アンドロポフは、中央委員に軍人を増やしたことがあだとなり、軍人の意向を無視した政策がとりにくかったものの、1982年12月、ソ連は英仏両国合計の量まで減らす用意があると演説する。しかし、アンドロポフは、752基の中距離ミサイルの展開を見合わせることを要求し、核兵器搭載可能な航空機をソ連と同等にまで減らすよう要求した。英仏は、これらの要求を拒否した。1983年1月4日にプラハのワルシャワ条約機構政治諮問委員会に出席し、プラハ宣言を行う。これはNATO加盟諸国に対して、武力行使の相互間の放棄を求めたものであるが、アメリカには不利な条約であった。この条約の狙いは、アメリカの封じ込みを狙ったもので、共産主義者が国内で内乱を起こした場合、アメリカは武力介入できない。また、このプラハ宣言では、国家主権に属さない国際法上の公海や、宇宙空間の通信妨害の禁止を含んでおり、つまり、公海における潜水艦の運航の禁止、人工衛星によるスパイ活動を禁止するというものであった。この宣言では、ヨーロッパの中距離核ミサイルを平等に削減することを呼びかけていたが、これもアメリカにとっては不利なもので、ソ連は削減であって、廃棄することではなかったため移動させるだけで済むことになる。アンドロポフは、プラハ宣言によって、中東・アフリカ・中南米の紛争を調停し、影響力を持ち、第三世界の支持を得ようと考えていた。3月30日、今度はレーガンが、ソ連が西ヨーロッパ向けのSS-20（中距離ミサイル）を部分的に削減し、アメリカ側もそれに等しい基数を、西ヨーロッパに配備予定の中距離核ミサイルを削減するという提案を行なう。しかし、ドイツへのミサイル配備を支持するドイツキリスト教民主同盟が、選挙に勝利し窮地に陥る。アメリカは、1983年12月、西ドイツとNATO加盟国にパーシングIIと巡航ミサイルを配備する。こうして、INF削減交渉は、1983年11月23日又は24日、ソ連より中止の申し出がなされ、アンドロポフ存命中は交渉が行われることが無かった。

### 国内政策
アンドロポフが就任する前後の労働状況や経済状況は停滞ないし悪化の一途を辿っていた。軍事費は国家予算の70 %を占め、その金額は300億ルーブルともされ、経済に活気がなくなっていた。労働状況については、前政権のブレジネフが長期間政権を握っており、その間汚職が横行していた。10年以上も官僚や経営幹部が同じ役職に居座り続けて、国家財産の流用や収賄などが当たり前になっていた。職場も、無断で職場からの長時間の離脱や、勤務時間中の飲酒など風紀が乱れていた。経済状況については、第四次五か年計画時（1946年から1950年）は、工業生産の年平均成長率は13.5 %であった。次第に成長率が下がり始め、1960年代からは同指標が年平均10 %を割ってしまう。しかし、同期間の工業生産の年平均成長率は9 %の年もあったのだが、これが第十次五か年計画時（1976年から1980年）は、4.5 %にまで下がり、更には各種生産品目（電力やガスなど）の生産目標数量は、全て未達成であるのは勿論、ほぼ全ての品目が最低目標値にすら達しておらず、電力は下限の半分の値であった。

#### 労働規律の強化並びに経済政策の実施
アンドロポフは、怠慢、無断欠勤、遅刻、勤務中の飲酒を禁止させ、違反したものは厳罰に処した。検挙の場所は、映画館、カフェ、バー、商店、公共浴場（裸の状態のままで）でも検挙していた。刑罰を科すという脅しによって労働規律を強化し、これら労働に関する犯罪の概念を拡大し、アルコール中毒を含めるなどした。アンドロポフは、労働規律をチェックするため抜き打ちで視察を行うなどした。
そして、国民には、規律を乱す労働者を告発する投書を行なうよう呼びかけた。しかし、ただ厳しくするだけでなく優秀な労働者に対しては、住宅の優先配分や、休暇の延長、保養施設の優先利用、奨励金（免税の特典付き）などを認めた。1983年には労働集団法を成立させた。この法律の大まかな内容は下記の通りである。
1. 企業の生産計画や生産性向上のための措置に参加する[167]。
2. 企業の役職人事について意見表明し、自ら候補を推薦する[167]。
3. 賃金やボーナスが労働に見合った正当なものであるかをチェックする[167]。
4. 企業の福利厚生事業に対して発言する[167]。
5. これら権限を行使するために、企業管理部に定期的に報告を求め、異議を表明し、あるいは別の提案をすることができる[167]。

しかし、この労働集団法も不完全なものであり、企業の所有権並びに経営権は不可侵であること、ストライキも規律強化のために禁止されており、労働者の自主管理を認めるものや経営参加に大きな権利を保障したものではなかった。
科学技術の方にも方策を打ち出し、生産現場に技術開発を移譲させること、そして、新製品開発時の奨励金制度を設けた。
1983年12月、経済活性化のために消費財の値下げと、工業部門における集団請負制を導入した。工業部門の集団請負制とは、工場労働者が作業班を結成し、出来高に応じて賃金を受けられるというものである。そして、トラック輸送の効率を高めるために、トラック運転手の賃金をガソリン消費量に応じて控除を行うようにした。これは割り当てられたガソリンを超過した場合は罰金となり、逆に節約できた場合は、報奨金となるという制度である。しかし、この政策の消費財の値下げについては、そもそもソ連の消費財は割高であり、生活必需品が値下げ対象でなかったことから、評判は悪かった。
農業の方も停滞していたが、アンドロポフは農業も重要視しており、農業生産の増産を達成するためには、化学肥料や電力、トラクターといった重化学工業製品の需要を増大させることができると考えていた。農業生産の停滞には、輸送システムの欠陥も一因としてあると考え、道路建設やトラックの充実に力をいれる。そして、増産させるための方策として、農産物の価格引き上げや、集団請負制の導入があった。
ソ連の水準では穀物生産は2億 t以下が不作の水準となっていたが、穀物生産は五か年計画の目標としていた2億3800万 tに遠く届かず、1983年の穀物生産は2億 tに届いていなかった。大体2億3000万 tが必要水準であり、いつしかソ連は穀物輸入国となっていた。穀物輸入国になった原因は、天災によるものではなく、非効率的なソ連の農業システムにあるとされた。1983年3月に、農業部門にも集団請負制を導入した。農業部門の集団請負制の仕組みは、数人の農業労働者がコルホーズやソフホーズの経営者と契約を結び、生産を請け負う。契約する際には、目標の収穫高と報酬が記載され、目標を達成した場合は、経営者側は報酬を支払う。目標が未達で且つその責任が労働者側にある場合は、労働者側が責任を被るというものであった。そして、もし天災による目標未達の場合であっても、未達成分の80 %を経営者側は労働者側に報酬として支払わなければならないという制度であった。
農業の方にも、奨励金制度を設け、目標を超過した場合は奨励金を支払い、品質が悪いものを生産した場合は罰金を科すようにした。

### 大韓航空機撃墜事件
1983年9月1日、韓国のジャンボジェット機が南サハリン上空で墜落する。墜落した飛行機はKAL007便で、ソ連領空を2時間半に渡って領空侵犯しており、ソ連軍が撃墜した。しかし、アンドロポフをはじめとするソ連首脳は事態を軽視していた。軽視していた理由としては、第二次世界大戦後、領空侵犯を行なった飛行機の撃墜を行なっており、アメリカ側の調査では、ソ連による飛行機撃墜は未遂も入れて28件あり、民間の飛行機の撃墜はKAL007便を除いて4機撃墜、そして、軍人の被害は、42人が死亡し、28人が行方不明となっており、前例があることから事態を軽視していた。翌日朝、ソ連首脳は会議を開き、KAL007便撃墜についての善後策を練るが、この時点では遺憾の意を示すことを提案する者はいなかった。会議での意見としては、戦闘機のパイロットは所定の手順に従い撃墜したのであって、曳光弾で警告射撃を行なったという結論に至る。ただし、曳光弾は実際には戦闘機に積載されていなかった。会議の場ではゴルバチョフもおり、彼は如何にソ連が正しかったのかを釈明することを考えていた。こうして、9月2日時点では、ソ連が大韓航空機を撃墜したことを認めず、国際世論から想定外の批判の声が起きる。そして、9月7日又は9月9日、ソ連は記者会見を開き、大韓航空機の撃墜を認め、哀悼の意を示したものの、同機がスパイ行為と断定した。また、ソ連は記者会見では大韓航空機は、南サハリン上空で、進路を右に変更し、ソ連の核ミサイル基地上空を通過してスパイ行為を行っていたと説明した。ソ連側は警告射撃を行なったとしていたが、実際には行っていなかったとされ、進路変更についてもアメリカ側と日本側のレーダーでは、右に（南西に）変更したことは認められていない。撃墜命令はアンドロポフが発令したのかという質問については否定したが、これについては軍の指揮系統を鑑みて、アンドロポフは撃墜命令を発令していないとして、フランスのマスコミも否定している。飛行機のブラックボックスも、ソ連が回収し、非公開を決め込んだ。対外的にはブラックボックスを見つけた後も2週間捜索作業を行い、見つけられなかった体でいた。

## 死去

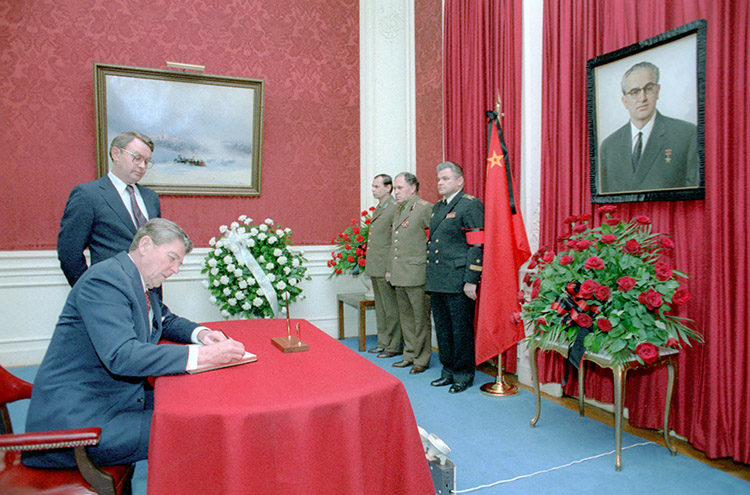
ワシントンの駐米ソ連大使館で記帳するアメリカのレーガン大統領（1984年2月13日）。
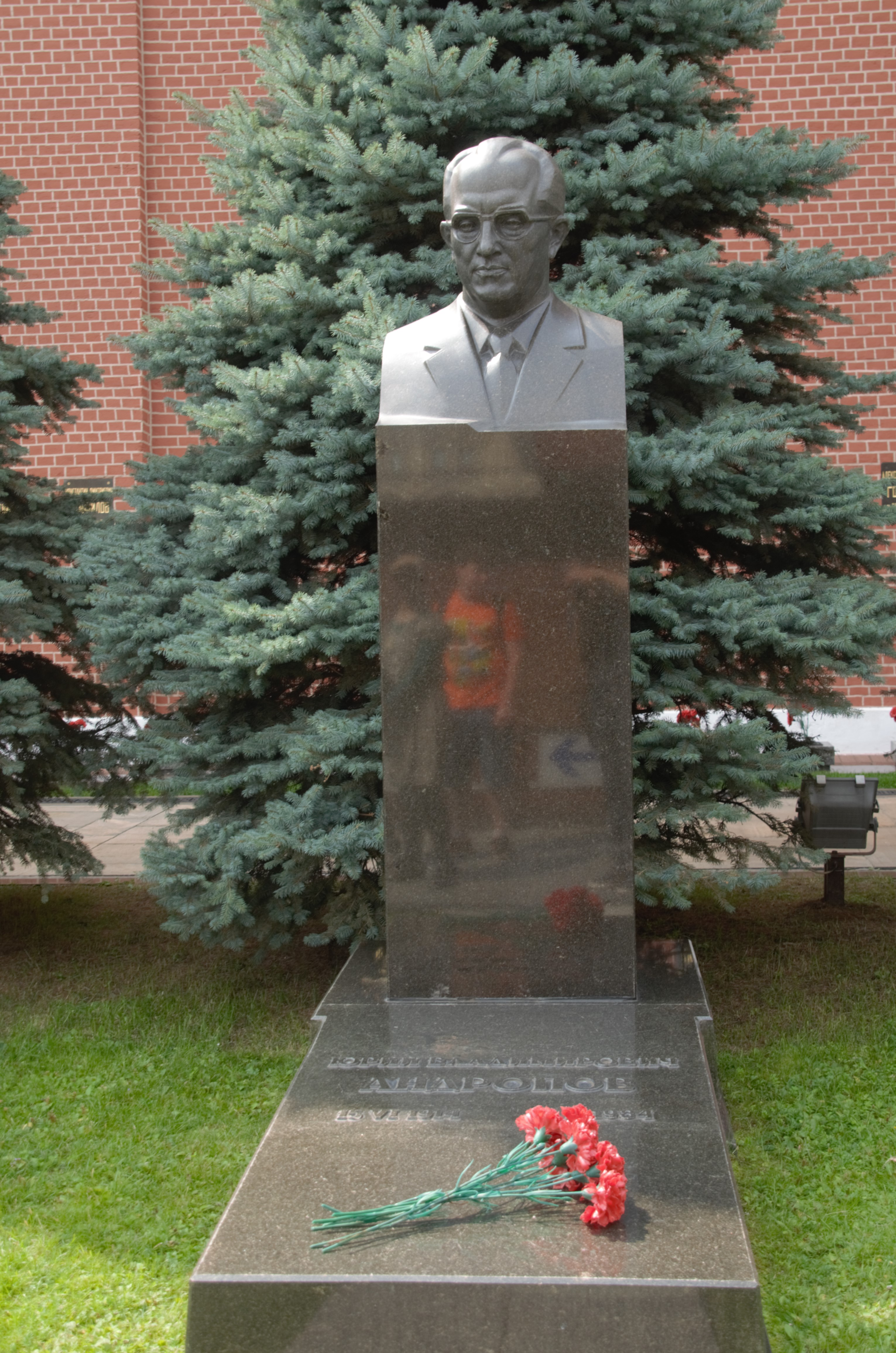
赤の広場・革命元勲墓にあるアンドロポフの墓（埋葬場所はミハイル・カリーニンとフェリックス・ジェルジンスキーの間、2016年撮影）

アンドロポフは、KGB議長時代より健康状態がすぐれなかった。1982年11月時点でのCIAの情報では、1966年には心臓発作を起こし、1970年代半ばには手術を受けて、10週間入院し、健康面で重大な問題ありという報告が上がっていた。1983年1月11日、アンドロポフはモスクワで西ドイツ社会民主党議員団長のハンス＝ヨッヘン・フォーゲルと面談したが、顔は青白く、足を引きずりながらテーブルに着くなど、まるで死人のようだったと会談の出席者は振り返っている。1983年6月、マウノ・コイヴィスト・フィンランド大統領の送り迎えは、空港ではなく、クレムリンで行なっており、これは無駄を省く意味合いがあったとみられていたが、実際には健康状態が悪かった。この時の写真では、コイヴィストを見送るアンドロポフはボディーガードに両腕を支えられていた。同月16日には、アンドロポフの演説は自席で座ったままで行われた。1983年7月には、ヘルムート・コール首相との対談があったのだが、会談予定の日に急遽キャンセルし、翌日平然として会談を行なった。そして、ドイツの週刊誌デア・シュピーゲル1983年7月11日号で、アンドロポフが腎臓の病気を患っており、人工透析を受けていることを報道する。1983年8月18日には、アメリカの上院議員と会談をこなし、9月28日には、南イエメンの元首との会談を行なったとしているが、写真もなく、場所も不明であるため本当に行われたのかどうかはわかっていない。公にその姿が確認された最後の日付は1983年8月18日で、9月以降の会議では姿を見せなかった。1983年11月7日の革命記念日の式典にはアンドロポフの姿はなかった。そして、1983年12月26日から27日のソ連共産党中央委員会総会でも、姿を見せず、演説は代読によるものであった。この頃、政府はアンドロポフの重病説を否定し、体調不良は風邪によるものであるとしていたが、世間のアネクドートに下記のようなものがある。

「アンドロポフがとうとうギネスブックに載ったらしい。なぜか分かるかね。」
「風邪の世界最長記録だよ」

時期は不明であるが、その他にも高血圧、肺炎、大腸炎、関節炎、心房細動、帯状疱疹などを患っていたり、あるいは過去に患っていた。
こうして、アンドロポフは姿を見せないまま、腎不全により1984年2月9日死去した。

## 死去後の評価

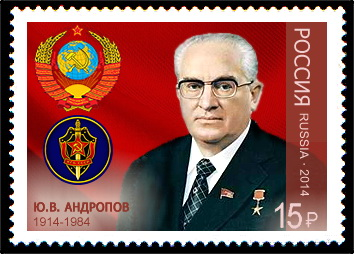
2014年に発行されたアンドロポフを記念した切手。

アンドロポフは短命の書記長でありながら、改革派の指導者としてゴルバチョフ等の後代の指導者に与えた影響は大きく、特にKGB出身であるウラジーミル・プーチンはKGB議長経験者初の書記長を務めたアンドロポフを称賛し、記念の執務室や銘板を復活させたり、サンクトペテルブルク市街地にアンドロポフの銅像を設置した。

## 語学力と親欧米派のイメージについて
アンドロポフが書記長に就任する前後の西側諸国の報道では、アンドロポフは語学に長けており、英語はもちろんのこと、ハンガリー語、フランス語、フィンランド語、ドイツ語を話し、フランス語については、ミシェル・ド・モンテーニュの著作を原語で読んだことがあるとされていた。また、アメリカのジャズやフランスワインを愛飲し、欧米の小説を愛読し、リベラルであるとされ、国際感覚に優れ、ようやく西側にとって、話せる人間が出てきたと報道された。外国語について補足するとハンガリー語は、ハンガリーに赴任していた時に習得したと見られ、英語については、成人後に週に2度個人レッスンを受けて習得したであるとか、第二次世界大戦時に北海で船乗りとして、アメリカ船やイギリス船の乗組員とやり取りする際に習得したという証言がある。また、VOAを毎日聴取し、英字新聞も毎日読む、欧米の小説を愛読するといった情報もあり、英語に精通しているのは確かな情報とされた。しかし、以下の点から外国語に精通していないと見られている。
1. ブレジネフ死去後、ブッシュ副大統領との会談では、英語を一言も喋らなかった[213]
2. ソ連駐在のアメリカ大使との意思疎通はロシア語でなされていた[213]
3. アメリカ政府要人と会話する際には通訳を通しており、英語を喋っているのを聞いたことがないという証言[219]
4. アンドロポフの息子イーゴリは英語を学んだものの、アンドロポフは外国語を学んだことすらないとする証言[220]
5. アンドロポフはモンテーニュの著作については、母国語であるロシア語ですら読んだことがないという証言[210]

これらの情報から、アンドロポフは実際には、英語とそれ以外の外国語には精通していないとみられる。ただし、アンドロポフの部下は、英語を全くわからないというイメージを払しょくするため、執務室に英文法の本が確かにあったと証言するなどの火消しを行ったことがある。
アンドロポフが外国語に精通していることや欧米的な文化習慣を持ち、親欧米的な印象については、KGBによって作り出されたイメージである可能性が高い。

## 私生活
アンドロポフは、ユダヤ人ではないかという説があった。名前はユダヤ人らしい響きで、4分の1のユダヤ人の血が混じっているのではないかとされた。だが、アンドロポフの祖先はロシアに帰化したギリシャ人であり、父方の先祖の名前は、アンドロポウロスと言った。ただ、結局のところユダヤ人の血を引くのかはわからずじまいであるが、ユダヤ人の血を引いているのであれば、そもそもKGB議長にはなれなかったと思われる。
アンドロポフは結婚し、子供が二人おり、息子のイーゴリは英語を学び、外務省に職を得ることができた。